# Oreogrammitis translucens
Oreogrammitis translucens är en stensöteväxtart som beskrevs av Barbara S. Parris och Jaman. Oreogrammitis translucens ingår i släktet Oreogrammitis och familjen Polypodiaceae. Inga underarter finns listade.